# Lukas Graham
Lukas Graham – duńska grupa grająca muzykę będącą mieszanką soulu, popu i funku, została założona w 2010 w Kopenhadze. W skład zespołu wchodzą: wokalista Lukas Forchhammer, basista Magnus Larsson, perkusista Mark Falgren i klawiszowiec Morten Ristorp. 26 marca 2012 roku został wydany debiutancki albumu zespołu zatytułowany "Lukas Graham". Krążek zdobył w Danii status czterokrotnej platyny, a zespół szybko stał się jedną z najbardziej popularnych grup w Danii. Sukces zaowocował podpisaniem kontraktu z wytwórnią Warner Bros. Records w 2013 roku. 16 czerwca 2015 ukazał się drugi album bandu pt. "Lukas Graham (Blue Album)". Promowały go single "Mama Said", "7 Years" oraz "Happy Home" dzięki którym zespół stał się popularny na całym świecie. Do przebojów "7 years", "Mama Said" oraz "You're Not There" czy "Happy Home" powstały teledyski które obejrzały miliony ludzi na całym świecie.

## Dyskografia

### Albumy
| Rok  | Album                                                                               | Najwyższa pozycja | Najwyższa pozycja | Najwyższa pozycja | Najwyższa pozycja | Najwyższa pozycja | Najwyższa pozycja | Najwyższa pozycja | Certyfikat                                     |
| Rok  | Album                                                                               | DEN               | AUT               | FIN               | GER               | NOR               | SWE               | SWI               | Certyfikat                                     |
| ---- | ----------------------------------------------------------------------------------- | ----------------- | ----------------- | ----------------- | ----------------- | ----------------- | ----------------- | ----------------- | ---------------------------------------------- |
| 2012 | Lukas Graham - Wydany: 26 marca 2012 - Wytwórnia: Copenhagen Records                | 1                 | —                 | —                 | 41                | —                 | —                 | —                 | - Dania: 4× platynowa płyta - POL: złota płyta |
| 2015 | Lukas Graham (Blue Album) - wydany: 16 czerwca 2015 - Wytwórnia: Copenhagen Records | 1                 | 66                | 14                | 28                | 15                | 3                 | 72                | - Dania: 4× platynowa płyta                    |

### Single
| Rok  | Singel                                        | Najwyższa pozycja | Najwyższa pozycja | Najwyższa pozycja | Najwyższa pozycja | Najwyższa pozycja | Najwyższa pozycja | Najwyższa pozycja | Najwyższa pozycja | Certyfikat                | Album                     |
| Rok  | Singel                                        | DEN               | AUT               | FIN               | GER               | NLD               | NOR               | SWE               | SWI               | Certyfikat                | Album                     |
| ---- | --------------------------------------------- | ----------------- | ----------------- | ----------------- | ----------------- | ----------------- | ----------------- | ----------------- | ----------------- | ------------------------- | ------------------------- |
| 2011 | "Ordinary Things"                             | 2                 | —                 | —                 | —                 | —                 | —                 | —                 | —                 |                           | Lukas Graham              |
| 2012 | "Drunk in the Morning"                        | 1                 | 40                | —                 | 30                | —                 | —                 | —                 | —                 |                           | Lukas Graham              |
| 2012 | "Criminal Mind"                               | 4                 | —                 | —                 | —                 | —                 | —                 | —                 | —                 |                           | Lukas Graham              |
| 2012 | "Better Than Yourself (Criminal Mind) Part 2" | 1                 | —                 | —                 | —                 | —                 | —                 | —                 | —                 |                           | Lukas Graham              |
| 2015 | "Mama Said"                                   | 1                 | —                 | —                 | —                 | —                 | 3                 | 60                | —                 | - POL: złota płyta        | Lukas Graham (Blue Album) |
| 2015 | "Strip No More"                               | 1                 | —                 | —                 | —                 | —                 | —                 | —                 | —                 |                           | Lukas Graham (Blue Album) |
| 2015 | "7 Years"                                     | 1                 | 1                 | 4                 | 10                | 4                 | 4                 | 1                 | 10                | - POL: 4× platynowa płyta | Lukas Graham (Blue Album) |
| 2016 | "You're Not There"                            | 25                | —                 | —                 | —                 | —                 | —                 | —                 | —                 |                           | Lukas Graham (Blue Album) |
| 2016 | "Take the World by Storm"                     | 10                | —                 | —                 | —                 | —                 | —                 | —                 | —                 |                           | Lukas Graham (Blue Album) |
| 2017 | "Off to See the World"                        | 1                 | —                 | —                 | —                 | —                 | —                 | —                 | —                 |                           | My Little Pony: The Movie |
| 2018 | "Love Someone"                                | 1                 | —                 | —                 | —                 | —                 | 15                | 15                | —                 | - POL: złota płyta        | 3 (The Purple Album)      |